# كرايغ كليبورن
كرايغ كليبورن (بالإنجليزية: Craig Claiborne)‏ هو صحفي وكاتب وناقد الطعام أمريكي، ولد في 4 سبتمبر 1920 في صنفلور في الولايات المتحدة، وتوفي في 20 يناير 2000 في نيويورك في الولايات المتحدة.

## وصلات خارجية
- كرايغ كليبورن على موقع IMDb (الإنجليزية)